# Реки Ирана
Среди рек Ирана судоходной является только Карун. Практически ни одна река (перс. رود‎, руд) не достигает 1000 км в длину (крупной считается река Гильменд, но большая часть её русла проходит по территории Афганистана). Названия некоторых рек имеют тюркские окончания -чай (азерб. Çay: река). Из-за пустынного климата мелкие речки летом пересыхают. Водосток рек происходит либо в Каспийское море, либо в Персидский залив (часто через водные системы Междуречья).

## Список крупнейших рек
| Река       | Длина, км | Устье           |
| ---------- | --------- | --------------- |
| Карун      | 890       | Шатт-эль-Араб   |
| Керхе      | 870       | Тигр            |
| Сефидруд   | 720       | Каспийское море |
| Атрек*     | 669       | Каспийское море |
| Дез        | 515       | Карун           |
| Малый Заб* | 456       | Тигр            |
| Сеймерре   | 417       | Карун           |
| Зайендеруд | 400       | Гавхуни         |
| Кешефруд   | 260       | Теджен          |
| Горган     | 251       | Каспийское море |

* Река протекает не только по территории Ирана.